# Lloyd C.IV
Lloyd C.IV – austro-węgierski samolot rozpoznawczy. Wszedł do służby w 1916 roku.

## Historia
Na podstawie opracowanych wcześniej konstrukcji, Lloyd C.I, C.II i C.III, wytwórnia lotnicza Magyar Lloyd Repülögep es Motorgyar R.I. (albo Ungarische Lloyd Flugzeug und Motorenfabrik) w Aszód rozpoczęła w 1916 roku produkcję ulepszonego modelu oznaczonego jako Lloyd C.IV. Wyprodukowano łącznie 48 egzemplarzy, oznaczonych numerem seryjnym 44. Samolot został skierowany do jednostek bojowych lotnictwa Austro-Węgier operujących na froncie włoskim. W trakcie eksploatacji ujawniły się wady konstrukcyjne związane z kruchością konstrukcji. Doprowadzało to do uszkodzeń sekcji ogonowej podczas lądowania na lotniskach polowych. Po kilku miesiącach samoloty zaczęto wycofywać do jednostek tyłowych.

## Użycie w lotnictwie polskim
Wojsko Polskie zdobyło 7 egzemplarzy samolotu LLoyd C.IV. Zostały przejęte w parku lotniczym w Lublinie oraz w magazynach kompanii zapasowych w Krakowie i Przemyślu. Przeszły remont w II Ruchomym Parku Lotniczym w Krakowie, następnie zostały przydzielone do 9 eskadry wywiadowczej i I Niższej Szkoły Pilotów. Jeden egzemplarz przydzielono do III eskadry lotniczej bojowej, jednak uległ rozbiciu podczas przelotu. Egzemplarze będące na stanie jednostek bojowych zostały wycofane z użycia do końca 1919 roku.

## Konstrukcja
Dwumiejscowy dwupłat o konstrukcji drewnianej.
Kadłub o przekroju prostokątnym, konstrukcji kratownicowej i pokryciu drewnianym. Kabina załogi połączona. Za silnikiem mieścił się główny zbiornik paliwa.
Skrzydła dwudźwigarowe, dwudzielne, z dużym kątem natarcia. Komora płatów dwuprzęsłowa, usztywniona słupkami i naciągami z linek. Lotki tylko na płacie górnym, napęd lotek linkowy. W pierwszych egzemplarzach serii płat kryty płótnem, w późniejszych fornirem. W górnym płacie był umieszczony zbiornik opadowy.  
Usterzenie o szkielecie spawanym z rur stalowych, pokryte sklejką, stery kryte płótnem. Statecznik poziomy wolnonośny, dwudzielny.
Napęd – silnik rzędowy Austro-Daimler o mocy 160 KM (118 kW), chłodzony wodą.
Podwozie trójpunktowe z płozą ogonową. Golenie główne amortyzowane sznurem gumowym.